# Murtajāpur
Murtajāpur är en ort i Indien.   Den ligger i distriktet Akola och delstaten Maharashtra, i den centrala delen av landet, 900 km söder om huvudstaden New Delhi. Murtajāpur ligger 303 meter över havet och antalet invånare är 40 223.
Terrängen runt Murtajāpur är platt, och sluttar norrut. Runt Murtajāpur är det ganska tätbefolkat, med 239 invånare per kvadratkilometer. Det finns inga andra samhällen i närheten. Trakten runt Murtajāpur består till största delen av jordbruksmark.